# True to Your Heart
True to Your Heart is een nummer van de Amerikaanse boyband 98 Degrees uit 1998, in samenwerking met de eveneens Amerikaanse soulzanger Stevie Wonder. Het is de tweede single van 98 Degrees and Rising, het tweede studioalbum van 98 Degrees. Tevens staat het nummer op de soundtrack van de Disneyfilm Mulan.
Op dit uptempo en poppy R&B-nummer zingt Stevie Wonder niet alleen mee, maar bespeelt hij ook de mondharmonica. Zanger Matthew Wilder, die in 1984 een grote hit scoorde met "Break My Stride", heeft meegeschreven aan "True to Your Heart". Het nummer flopte in Amerika, maar werd wel een klein hitje in West-Europa. In de Nederlandse Top 40 schopte het nummer het tot de 15e positie, terwijl in de Vlaamse Ultratop 50 de 31e positie werd gehaald.